# Dig Dug II
Dig Dug II (ディグダグⅡ Digu Dagu Tsu?) (subtitulado Trouble in Paradise para la versión NES estadounidense de Bandai) es un videojuego arcade desarrollado por Namco y fue lanzado en 1985. Es la secuela del videojuego Dig Dug. Se ejecuta en el hardware Namco Super Pac-Man pero con un sistema de vídeo como el utilizado en Mappy, The Tower of Druaga y Grobda (sin el DAC). La única versión doméstica del videojuego fue para la NES, que fue distribuida por Bandai en Japón el 18 de abril de 1986 y en América del Norte durante 1989.

## Jugabilidad
Dig Dug II se desarrolla en un conjunto de islas que son vistas desde una perspectiva aérea o top-down. El objetivo del videojuego es derrotar a todos los enemigos de la isla para avanzar al siguiente nivel. Hay dos tipos de enemigos; los Pookas (monstruos rojos redondos con gafas) que merodean por la isla  y los Fygars (los dragones), que pueden exhalar fuego horizontalmente. El jugador comienza con tres vidas, y perderá una si es tocado por algún enemigo.
En este videojuego, Taizo Hori o Dig Dug (el personaje del jugador) está equipado con dos armas. Una es la bomba del Dig Dug original, que se usa para inflar a los enemigos hasta que exploten. El otro es un martillo mecánico, que se puede usar en ciertas partes en el mapa para crear fisuras en el suelo. Si ambos extremos de una fisura alcanzan el agua, el suelo rodeado por ellos se hundirá en el océano, matando a todas las criaturas en él, incluido el propio Taizo si el jugador no tiene cuidado. Los puntos obtenidos dependen de cuántos enemigos mueran a la vez. Una vez que el jugador haya cortado tres pedazos de tierra de una isla, aparecerá un vegetal extra en algún lugar de lo que queda de la isla, que puede comer para obtener puntos extra. El videojuego tiene 72 niveles, pero una vez superado el último nivel, el juego comenzará desde el primer nivel y la partida terminará cuando al jugador no le queden más vidas.

## Variaciones
Hay dos versiones de este juego: una nueva versión más difícil y una versión anterior más fácil. Ambas versiones tienen niveles completamente diferentes. La versión más reciente era mucho más común en los arcades que la versión original, y casi todos las adaptaciones de este videojuego son de la versión más reciente. Ambas versiones fueron incluidas en la compilación Namco Museum Battle Collection.

## Recepción
Nintendo Life le asignó al videojuego un puntaje de 6 sobre 10, argumentando que a pesar de tener algunos elementos nuevos comparados con su antecesor, como una mayor cantidad de niveles y 2 canciones nuevas, en determinado momento se vuelve repetitivo. Los lectores de Family Computer Magazine le otorgaron una puntuación de 18 sobre 30.

## Adaptaciones y relanzamientos
En 2005, Dig Dug II fue incluido en la compilación de videojuegos Namco Museum Battle Collection para PlayStation Portable y en su secuela exclusiva para Japón denominada Namco Museum Vol. 2, también para PSP. El videojuego fue incluido en la compilación Namco Museum DS para Nintendo DS lanzada el 18 de septiembre de 2007. También se incluyó en la compilación Namco Museum Virtual Arcade para Xbox 360 y fue lanzado en la consola virtual de Wii en Japón en 2009 y en la de Wii U en 2016. Dig Dug fue añadido a la compilación de Namco Museum Megamix, lanzado para Wii en 2010.
En 2008 se lanzó una versión renovada del videojuego titulada Dig Dug Island, exclusivamente para Japón. Incluía multijugador en línea. Sin embargo, los servidores del videojuego cerraron el 21 de abril de 2009, por lo que ya no es posible acceder.